# Щербины (Брагинский район)
Щерби́ны (бел. Шчарбіны) — упразднённая деревня в Остроглядовском сельсовете Брагинского района Гомельской области Беларуси.
После катастрофы на Чернобыльской АЭС и радиационного загрязнения жители переселены в чистые места. 69 подворий деревни было захоронено. По состоянию на 2010 год плотность загрязнения цезием-137 составляла выше 555 кБк/м² (соответствует 15 Ки/км²)

## География

### Расположение
В 7 км на запад от Брагина, 20 км от железнодорожной станции Хойники (на ветке Василевичи — Хойники от линии Калинковичи — Гомель), 126 км от Гомеля.

## Транспортная сеть
Транспортные связи по просёлочной, затем автомобильной дороге Комарин — Хойники. Планировка состоит из короткой прямолинейной широтной улицы, застроенной деревянными домами усадебного типа.

## История
По письменным источникам известна с XVIII века. В 1811 году упомянута как хутор в Речицком уезде Минской губернии. По инвентарю 1844 года в составе поместья Сосняки, принадлежала В. К. Прозору. По сведениям на 1879 год, относилась к Остроглядовскому церковному приходу. Согласно переписи 1897 года в Микуличской волости.
В 1931 году организован колхоз имени Кагановича, Отроглядовский сельсовет.
В 1959 году входила в состав колхоза «Красная нива» (центр — деревня Бурки).
С 2005 года исключена из данных по учёту административно-территориальных и территориальных единиц.

## Население

### Численность
- 1991 — жители переселены

### Динамика
- 1850 год — 15 дворов, 91 житель
- 1897 год — 26 дворов, 131 житель (согласно переписи)
- 1908 год — 29 дворов, 171 житель
- 1926 год — 46 дворов, 265 жителей[4]
- 1930 год — 48 дворов, 297 жителей
- 1959 год — 338 жителей (согласно переписи)
- 1991 — жители переселены[4]